# Tillandsia nuptialis
Tillandsia nuptialis är en gräsväxtart som beskrevs av Pedro Ivo Soares Braga och Dimitri Sucre Benjamin. Tillandsia nuptialis ingår i släktet Tillandsia och familjen Bromeliaceae. Inga underarter finns listade i Catalogue of Life.